# الزيتون (حي)
حي الزيتون من أحياء شمال القاهرة حيث يحده من الشمال حي المطرية ومن الشرق حي عين شمس ومن الجنوب حي مصر الجديدة ومن الغرب حي الوايلي. يقطن حي الزيتون عدد كبير من المسيحيين والمسلمين. وتوجد في حي الزيتون مناطق راقية ومناطق شعبية، ومن أشهر الأسواق في الزيتون سوق الزيتون وسوق غزة.

## التسمية
سمي بهذا الاسم لوجود مزارع مشهورة بزراعة الزيتون به قبل ثورة 23 يوليو. بعد سن قانون الإصلاح الزراعي تحولت المزارع والفيلات والقصور التي كانت متواجدة بالمنطقة إلى عمارات ولكن لا تزال بعض هذه القصور موجودة.

## الحدود الإدارية

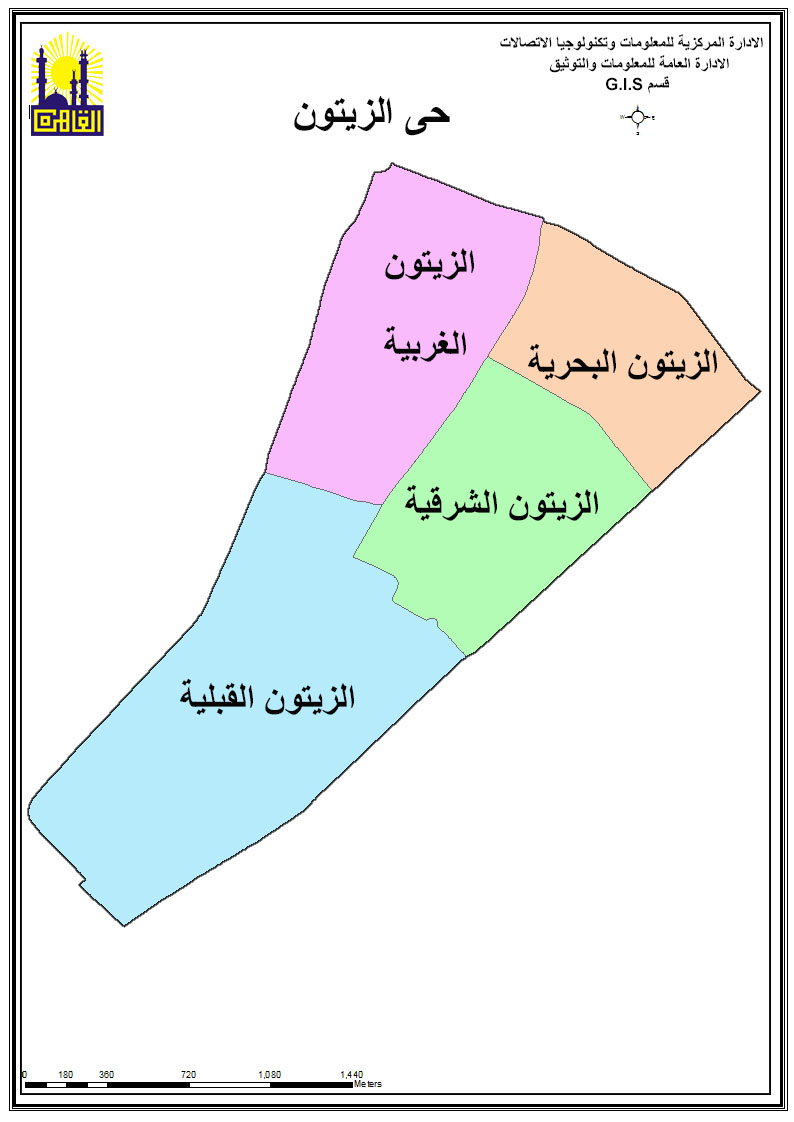
شياخات حي الزيتون

- الحد الشرقي: ش جسر السويس – ش محمود شكري
- الحد الغربي : ش بورسعيد من ترعة الإسماعيلية حتى ش محطة القبة
- الحد الشمالي : ش بن الحكم – ش الحرية – ش الكابلات
- الحد الجنوبي : ش عبد المجيد سليم – ش وادي النيل – ش ترعة القبة
- [3][4][5]

## معالم

### مساجد
- مسجد العزيز بالله: من أشهر المساجد التي تدعو إلى منهج أهل السنة بمصر والذي يشتهر بالخطباء الأجلاء؛ مثل: الشيخ محمد حسين يعقوب والشيخ محمد حسان والشيخ محمود المصري والعديد من الأسماء الرنانة، ويقع في شارع العزيز بالله والذي يشتهر بوجود العديد من المحال التي تبيع كتب إسلامية وملابس إسلامية أيضًا، وتوجد بجانبه مستشفى العزيز بالله الشاملة والتي تتميز بإمكانيات جيدة وطاقم ممتاز من الأطباء والاستشاريين وهي مناسبة للطبقات المتوسطة ودون المتوسطة.
- جامع الأحمدي الظواهري بشارع ترعة الجبل بجانب (بنك فيصل الإسلامي المصري)، وهو أكبر مساجد الزيتون على الإطلاق حيث يتسع لحوالي 4 آلاف مصلي بداخله فقط بالإضافة إلى دار لتحفيظ القرآن الكريم وحديقة ملحقة بالجامع، كما أنه ملحق به مستوصف (د/ أيمن الظواهري) الخيري والذي يتمتع بسمعة طيبة بين محدودي الدخل بالمنطقة.
- مسجد أبي بكرٍ الصديق ويوجد بالقرب من جامع الأحمدي الظواهري
- مسجد عاطف السادات: يقع في شارع طومانباى سمي بهذا الاسم نسبة للشهيد نقيب طيار عاطف أنور السادات، الشقيق الأصغر للرئيس الراحل محمد أنور السادات الذي استشهد في حرب أكتوبر 1973.
- مسجد مصعب بن عمير والذي يقع عند الفاصل بين منطقتي حدائق الزيتون وحلمية الزيتون، ويشتهر بالدروس العلمية ودور التحفيظ الكبيرة الملحقة، ويقع بجوار محطة مترو حلمية الزيتون.

### كنائس
- كنيسة السيدة العذراء بالزيتون: التي ظهرت أن عليها السيدة العذراء في منظر نورانى مملوء بالبهاء في أبريل عام 1968 ويشهد على ذلك المسيحيون والمسلمون، وتعتبر مزار سياحي عالمي حيث توجد بها كاتدرائية ضخمة تم تدشينها عقب ظهور السيدة العذراء والدة السيد المسيح، بعد أن قامت الدولة بمنح الكنيسة أرض الجراج المواجه للكنيسة لبناء الكاتدرائية ؛ ولها أهمية تاريخية حيث مرت عبرها العائلة المقدسة ومكثت بها بضعة شهور كما ذكر المؤرخ أوسابيوس القيصري. ولكنيسة عذراء الزيتون القبطية الأورثوذكسية أهمية خاصة عند جميع الطوائف المسيحية؛ حيث تزورها سنويًا حشود كبيرة من الكنائس المختلفة لمشاهدة المعجزات الكثيرة التي تحدث فيها.
  - جمعية وكنيسة الأمير تادرس بالزيتون
  - كنيسة القديس ماريوحنا الحبيب بحلمية الزيتون
  - كنيسة القديس تيموثاوس الرسول بالزيتون الغربية
- وتوجد أربع كنائس كاثوليكية:
  - كنيسة العائلة المقدسة للأقباط الكاثوليك
  - كنيسة القديسة تريزا للأقباط الكاثوليك
  - كنيسة ودير القديس دون بوسكو للاتين الكاثوليك
  - كنيسة القديس يوسف النجار للروم الكاثوليك
- وتوجد كنيسة تابعة للروس الأرثوذكس
  - كنيسة القديس ديمترى الروسية
- وللطائفة البروتستانتية
  - كنيسة الأقباط الأنجيلين
  - الكنيسة الرسولية
  - كنيسة نهضة القداسة
  - كنيسة خلاص النفوس

### قصور
- قصر القبة، أكبر القصور في مصر، وهو يستخدم حاليًا كمقر لنزول الضيوف الأجانب من رؤساء وغيرهم. بناه الخديوي إسماعيل .ويمتد من محطة مترو سراي القبة حتى محطة كوبري القبة. وقد تحول إلى أحد قصور رئاسة الجمهورية بعد ثورة 23 يوليو 1952.
- قصر الطاهرة يوجد بالقرب من سنترال سراي القبة

### أشهر الشوارع
- ومن أشهر شوارع الحى شارع طومانباى وشارع سليم الأول وشارع سنان باشا وشارع نصوح باشا وشارع المسيري وشارع ترعة الجبل وشارع الأصبغ وشارع مؤسسة النور الذي يشتهر ببنك فيصل الاسلامى وشارع ابن الحكم.
- ومن أشهر الميادين ميدان حلمية الزيتون وميدان ابن الحكم وميدان التجنيد وميدان قصر الطاهرة وميدان المطرية.

### مدارس ومعاهد
- ومن أقدم المدارس الموجودة أيضا مدرسة راهبات نوتردام ديزابوتر للبنات وقد تم تأسيسها في عام 1896.

مدرسة آمون الخاصة التي تقع في تقاطع شارع محمد بخيت وشارع دار السعادة وهي تحتوي علي جميع المراحل التعليمية من الكيجي حتي الثانوية العامة
- معهد المعارف العالى للغات والترجمة بالزيتون: هو المعهد الوحيد الذي يعطى درجة الليسانس في اللغة الأنجليزية معادلة بلسانس كليات الالسن والأداب
- معهد اللأسلكى بالزيتون:هو يقع أمام مدرسة راهبات نوتردام ديزابوتر للبنات في شارع سنان باشا
- مدرسة مارمرقس القبطية الخاصة:وقد تم تأسيسها في عام 1912 على يد رهبان الفرير اولًا ثم اشترتها الكنيسة القبطية حين تم عرضها للبيع.
- مدارس المعارف الحديثة للغات:وهي تقع في شارع نصوح باشا وملحقة بمعهد المعارف العالى للغات والترجمة بالزيتون
- المركز النمودجي لرعايه وتوجيه المكفوفين "طه حسين": بشارع ترعه الجبل وهو من اقدم المراكز هناك

## المشاكل التي يعاني منها الحي
الازدحام المروري والتلوث البيئي والضوضاء، نتيجة كثافة السكان والمركبات والمصانع والورش في الحي.
نقص الخدمات الأساسية مثل المياه والصرف الصحي والنظافة والإضاءة، نتيجة ضعف البنية التحتية والإهمال والفساد.
انتشار العشوائيات والتعديات على الأراضي الحكومية والخاصة، نتيجة غلاء أسعار الإسكان والإيجارات وعدم توفير بدائل سكنية.
انخفاض مستوى التعليم والصحة والثقافة والرياضة، نتيجة قلة المدارس والمستشفيات والمكتبات والأندية في الحي.

### جهود الحكومة المصرية لحل هذة المشكلات
تطوير البنية التحتية والخدمات الأساسية في الحي، مثل توصيل المياه والصرف الصحي والكهرباء والإضاءة والنظافة والمساحات الخضراء.
إزالة التعديات على الأراضي الحكومية والخاصة، وإعادة تخطيط المنطقة بما يتوافق مع المعايير العمرانية والبيئية.
إقامة مشروعات سكنية بديلة للأسر ذات الدخل المحدود، وتوفير قروض ميسرة للمواطنين لشراء أو تأجير الشقق.
رفع مستوى التعليم والصحة والثقافة والرياضة في الحي، بإنشاء مدارس ومستشفيات ومكتبات وأندية جديدة، أو تطوير الموجودة.